# Davy Vain
Davy Vain (...) è un cantante e produttore discografico statunitense, noto per essere il frontman della heavy metal band Vain.
Contribuisce alla produzione del debut album dei Death Angel The Ultra-Violence nel 1987.
Nel 2000, con la partecipazione dei membri dei Vain Scott, Mitchell e Senor, pubblica l'album solista In from Out of Nowhere e cerca lavoro come produttore discografico.
Nel 2002 partecipa anche alla produzione dell'album Stripped di Christina Aguilera.

## Discografia

### Solista
- In from Out of Nowhere (2000)

### Con i Vain
- No Respect (1989)
- All Those Strangers (1991)
- Move on It (1993)
- Fade (1995)
- On the Line (2005)

### Tribute album
- Welcome to the Aerosmithsonian: A Tribute to Aerosmith (2001)